# 洛伦兹环形山
洛伦兹环形山（Lorentz）是月球背面北半部一座巨大的古撞击坑，约形成于45.5-39.2亿年前的前酒海纪，其名称取自荷兰理论物理学家亨德里克·安东·洛伦兹（1853年-1928年），1970年被国际天文学联合会正式批准接受。

## 描述

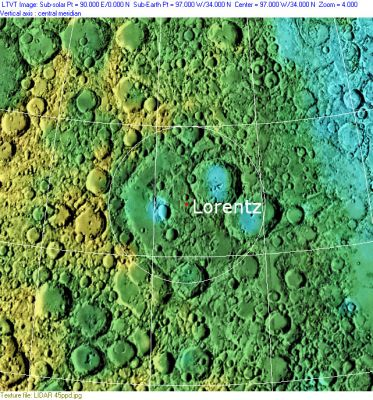
根据克莱门汀号激光测高计数据绘制的可视化图

该陨坑西壁连接了温洛克环形山、西北及西北偏北分别毗邻拉基尼环形山和布喇格环形山，阿维森纳环形山横跨在它的北壁上、它的东北和东侧分别靠近本生环形山和阿斯顿陨石坑，而劳厄环形山则覆盖在它的南侧壁上。在洛伦兹环形山坑内东北及东南分别坐落了一对突出的陨坑—直径121公里的能斯脱环形山和直径128公里的伦琴环形山。该陨坑中心月面坐标为34°35′N 97°11′W / 34.59°N 97.19°W，直径378.42公里，深度约3.26公里。
洛伦兹环形山几乎与月球正面的酒海一般大，但它并不像该月海一样已完全被熔岩淹没。由于存续期悠长，其坑壁已严重损毁，外观轮廓极不规则，除西侧边缘较明显外，其余部分已完全消失殆尽。坑内地表沿弧形的西侧部分相对平坦，但仍覆盖有许多细小的坑穴。坑底其它部分则崎岖粗糙，密布有大量的撞击坑和抛射物。在坑内曾记录到有重力异常现象。
尽管洛伦兹环形山位于月球摄动期可从地球上观察到的月背区，但其显示角度很低，且外观产生扭曲。

## 卫星陨石坑
按惯例，最靠近洛伦兹环形山的卫星坑将在月图上以字母标注在它的中心点旁边。
| 洛伦兹 | 纬度    | 经度     | 直径   |
| ------ | ------- | -------- | ------ |
| P      | 31.8° N | 98.5° W  | 38公里 |
| R      | 33.4° N | 99.2° W  | 33公里 |
| T      | 34.6° N | 100.3° W | 20公里 |
| U      | 35.0° N | 100.0° W | 22公里 |

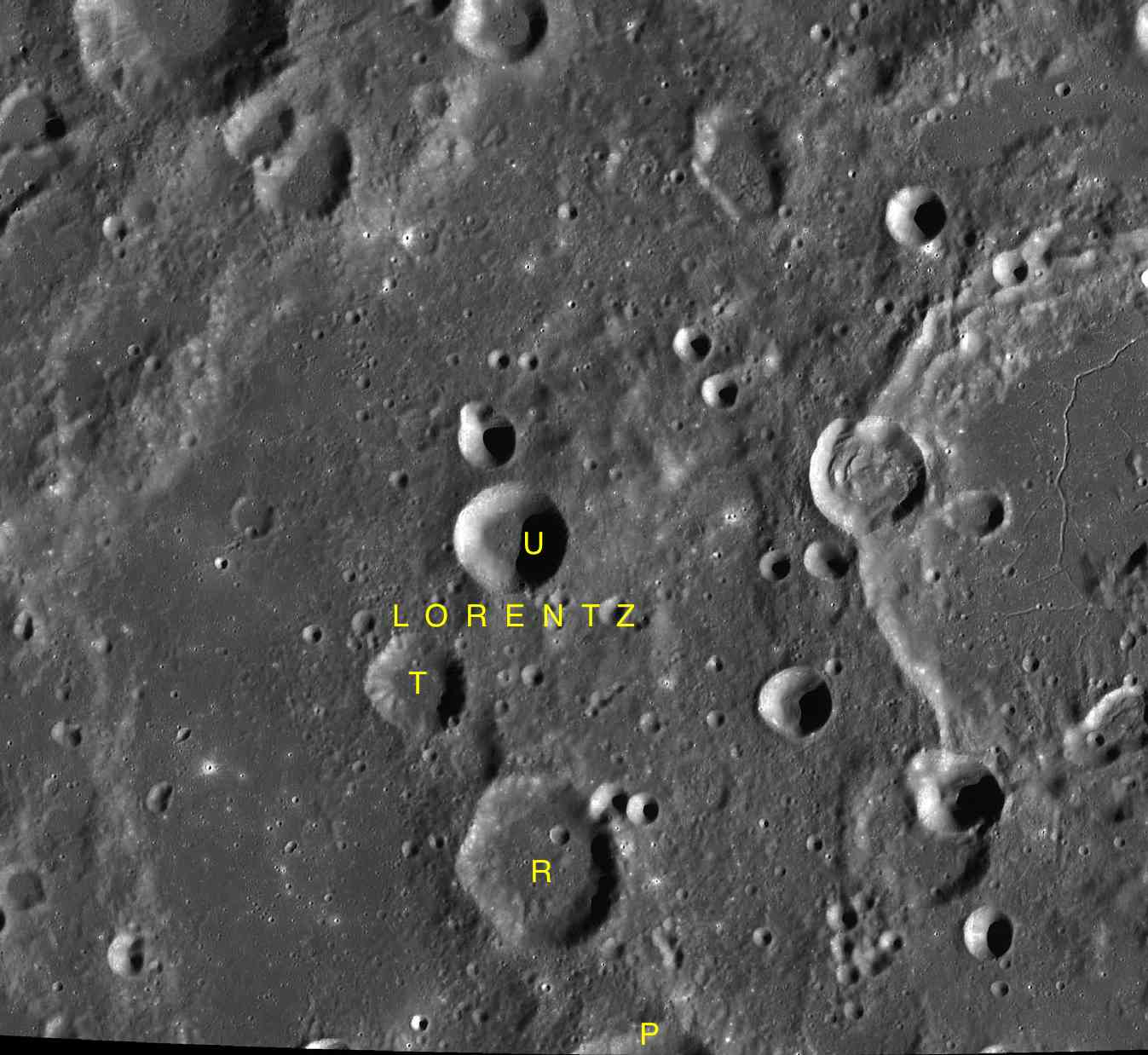
LAC-36区域图

- 卫星坑"洛伦兹P"和"洛伦兹R约形成于酒海纪[1]。

## 参引资料
1. 1 2 3  Lunar Impact Crater Database
2. ↑   (PDF).   [2017-03-19]. （原始内容存档 (PDF)于2013-02-20）.
3. ↑  .   [2017-03-19]. （原始内容存档于2020-05-13）.

## 另请参阅
- Andersson, L. E.; Whitaker, E. A. . NASA RP-1097. 1982.
- Blue, Jennifer. . USGS. July 25, 2007  [2007-08-05]. （原始内容存档于2012-04-08）.
- Bussey, B.; Spudis, P. . New York: Cambridge University Press. 2004. ISBN 978-0-521-81528-4.
- Cocks, Elijah E.; Cocks, Josiah C. . Tudor Publishers. 1995. ISBN 978-0-936389-27-1.
- McDowell, Jonathan. . Jonathan's Space Report. July 15, 2007  [2007-10-24]. （原始内容存档于2012-05-26）.
- Menzel, D. H.; Minnaert, M.; Levin, B.; Dollfus, A.; Bell, B. . Space Science Reviews. 1971, 12 (2): 136–186. Bibcode:1971SSRv...12..136M. doi:10.1007/BF00171763.
- Moore, Patrick. . Sterling Publishing Co. 2001. ISBN 978-0-304-35469-6.
- Price, Fred W. . Cambridge University Press. 1988. ISBN 978-0-521-33500-3.
- Rükl, Antonín. . Kalmbach Books. 1990. ISBN 978-0-913135-17-4.
- Webb, Rev. T. W.  6th revised. Dover. 1962. ISBN 978-0-486-20917-3.
- Whitaker, Ewen A. . Cambridge University Press. 1999. ISBN 978-0-521-62248-6.
- Wlasuk, Peter T. . Springer. 2000. ISBN 978-1-85233-193-1.